# 애슬론 II
애슬론 II(Athlon II)는 AMD의 45 nm 공정의 다중코어 중앙처리장치 중 하나이다. 보급형 시장을 위해 출시하여 페넘 II의 라인업을 보완한다

## 기능
애슬론 II 시리즈는 AMD K10 아키텍처에 기반으로 하지만 페넘과 달리 L3 캐시가 없다. 애슬론 II는 페넘의 배타적 L3 캐시를 없애고 코어 당 512 KB였던 L2 캐시를 1 MB로 늘렸다. 또한 네이티브 듀얼 코어로 설계되어 페넘과 달리 쿼드 코어에서 두 개의 코어를 끄지 않았다. 그리고 애슬론 II 듀얼 코어는 네이티브 듀얼 코어 설계 덕에 페넘 II 듀얼 코어보다 더 낮은 열 설계 전력(TDP)을 갖는다.
| AMD 애슬론 II 기반 프로세서 제품군 | AMD 애슬론 II 기반 프로세서 제품군 | AMD 애슬론 II 기반 프로세서 제품군 | AMD 애슬론 II 기반 프로세서 제품군 | AMD 애슬론 II 기반 프로세서 제품군 |
| AMD K10                            | 데스크톱                           | 데스크톱                           | 데스크톱                           | 데스크톱                           |
| AMD K10                            | 쿼드 코어                          | 트리플 코어                        | 듀얼 코어                          | 싱글 코어                          |
| ---------------------------------- | ---------------------------------- | ---------------------------------- | ---------------------------------- | ---------------------------------- |
| 코드명                             | 프로푸스                           | 라나                               | 레고르                             | 사르가스                           |
| 코어                               | 45 nm                              | 45 nm                              | 45 nm                              | 45 nm                              |
| 출시일                             | 2009년 9월                         | 2009년 11월                        | 2009년 6월                         | 2009년 8월                         |
| AMD 애슬론 X2 프로세스 목록        |                                    |                                    |                                    |                                    |

## 코어

#### 레고르(45 nm)
- 두 개의 AMD K10 코어
- L1 캐시: 코어 당 64 kB + 64 kB (데이터 + 명령)
- L2 캐시: 코어 당 1024 kB
- 메모리 컨트롤러: 듀얼 채널 DDR2-1066 MHz (AM2+), 듀얼 채널 DDR3-1333 (AM3) unganging 옵션
- MMX (명령어 집합), 확장된 3D나우!, SSE, SSE2, SSE3, SSE4a, AMD64, 쿨 앤 콰이어트, NX 비트, AMD-V
- 소켓 AM3, 2000 MHz의 하이퍼트랜스포트
- 전력소모 (TDP): 65 와트
- 첫 출시
  - 2009년 6월 2일 (C2 스태핑)
- 클럭 속도: 3000 MHz
- 모델: Athlon II X2 250

#### 라나(45 nm)
- 세 개의 AMD K10 코어
- L1 캐시: 코어 당 64 kB + 64 kB (데이터 + 명령)
- L2 캐시: 코어 당 512 kB
- 메모리 컨트롤러: 듀얼 채널 DDR2-1066 MHz (AM2+), 듀얼 채널 DDR3-1333 (AM3) unganging 옵션
- MMX (명령어 집합), 확장된 3D나우!, SSE, SSE2, SSE3, SSE4a, AMD64, 쿨 앤 콰이어트, NX 비트, AMD-V
- 소켓 AM3, 2000 MHz의 하이퍼트랜스포트
- 전력소모 (TDP): 95 와트
- 첫 출시
  - 2009년 10월 (C2 스태핑)
- 클럭 속도: 2700 MHz
- 모델: Athlon II X3 425

#### 프로푸스(45 nm)
- 네 개의 AMD K10 코어
- L1 캐시: 코어 당 64 kB + 64 kB (데이터 + 명령)
- L2 캐시: 코어 당 512 kB
- 메모리 컨트롤러: 듀얼 채널 DDR2-1066 MHz (AM2+), 듀얼 채널 DDR3-1333 (AM3) unganging 옵션
- MMX (명령어 집합), 확장된 3D나우!, SSE, SSE2, SSE3, SSE4a, AMD64, 쿨 앤 콰이어트, NX 비트, AMD-V
- 소켓 AM3, 2000 MHz의 하이퍼트랜스포트
- 전력소모 (TDP): 95 와트
- 첫 출시
  - 2009년 8월 (C2 스태핑)
- 클럭 속도: 2600 MHz
- 모델: Athlon II X4 620

## 같이 보기
- AMD K10